# Rittergut Borgholz
Das Rittergut Borgholz ist eine ehemalige Stadtburg des Bistums Paderborn im Ortsteil Borgholz der Stadt Borgentreich im Kreis Höxter in Nordrhein-Westfalen.

## Geschichte
Burg und Stadt Borgholz wurden im Spätmittelalter durch das Hochstift Paderborn gegründet. In den Schriftquellen wurde die Burg erstmals 1291 erwähnt. Sie war vermutlich erst kurz zuvor errichtet und nun mit mehreren Burglehen ausgestattet worden. Für das Jahr 1308 lassen sich insgesamt zwölf Familien mit Burglehen zu Borgholz nachweisen. Die Burg war Bestandteil der Stadtbefestigung und vermutlich durch einen Graben von der Stadtsiedlung getrennt gewesen. Im 19. Jahrhundert wurde die Ortsbefestigung niedergelegt. In diesem Zusammenhang verschwand offenbar auch die Burg, von der sich lediglich zwei frühneuzeitliche Wirtschaftsgebäude erhalten haben. Das im Burgareal befindliche Herrenhaus wurde 1922 durch die Familie von Detten erbaut. Seit 1974 befindet sich das Burggelände im Besitz der Familie Möltgen.